# Ergodesmus compactus
Ergodesmus compactus är en mångfotingart som beskrevs av Chamberlin 1949. Ergodesmus compactus ingår i släktet Ergodesmus och familjen Nearctodesmidae. Inga underarter finns listade i Catalogue of Life.